# Ногайты (Мангистауская область)
Ногайты (каз. Ноғайты) — село в Бейнеуском районе Мангистауской области Казахстана. Административный центр Ногайтинского сельского округа. Находится примерно в 55 км к востоку от села Бейнеу, административного центра района. Код КАТО — 473642100.

## Население
В 1999 году население села составляло 199 человек (98 мужчин и 101 женщина). По данным переписи 2009 года в селе проживало 266 человек (120 мужчин и 146 женщин).